# بي. إتش. فريدمان
بي. إتش. فريدمان (بالإنجليزية: B. H. Friedman)‏ (27 يوليو 1926 - 4 يناير 2011)؛ صحفي وروائي أمريكي. درس في جامعة كورنيل.